# クレアール (不動産業)
株式会社クレアール（英語: Crear Co. Ltd.）は、神奈川県横浜市中区に本社を置く不動産会社。
横浜市中区・南区・西区をメインエリアとしてサービスを展開しており、神奈川県内はもちろん県外や地方での不動産売買・仲介業務を遂行している。

## 概要
本社は神奈川県横浜市中区伊勢佐木町7丁目152番地 1F。不動産の売買や仲介、賃貸管理および鑑定を主な事業としている。その他、一戸建ての開発分譲や受託販売、不動産に関する研究や調査、コンサルティング、産業や流通、金融などの業務アプリケーション開発など幅広く事業展開を行っている。

### 経営理念
株式会社クレアールでは、「住まいの夢」の創造とは、理想の住まいを形にして、住む人に提供することと考えている。住まいという器を建てるのではなく、住む人の夢見る暮らしを創造し実現していくことだと考えている。そのためには、住む人の感性・価値観と、クレアールの住まいに対するコンセプトとが融合しなければならない。株式会社クレアールは、建築に関する情報・技術だけでなく、より人間的な感性や住む人のニーズ・関連情報までを総合的に分析して、住まいを提供したいと考えている。

### 所属団体
- （公社）神奈川県宅地建物取引業協会
- （公社）東日本不動産流通機構
- （公社）首都圏不動産校正取引協議会

### 保証協会
- （公社）全国宅地建物取引業保証協会

## 沿革
- 2000年7月1日に壺内隆行により株式会社クレアール設立。

## 主な事業内容
- 不動産の管理、売買、売買仲介および鑑定
- 不動産の賃貸管理および賃貸借受託
- 一戸建ての開発分譲および受託販売
- 横浜市中区・南区・西区エリアを中心とした相続相談
- 不動産に関する調査、研究およびコンサルティング業務
- 内装および外装工事の受託
- デジタルコンテンツの制作・企画
- システムの受託開発（産業、流通、金融およびWEBビジネス関連の業務アプリケーション）
- 物販事業

## 主な取扱物件
- 貸アパート、貸マンション、貸戸建
- 貸事務所、貸店舗
- 売新築一戸建、売中古マンション、売中古一戸建
- 売事務所、売店舗
- 売工場、売倉庫
- 売土地
- 投資用不動産
- リゾート物件